# واکنش گرماده

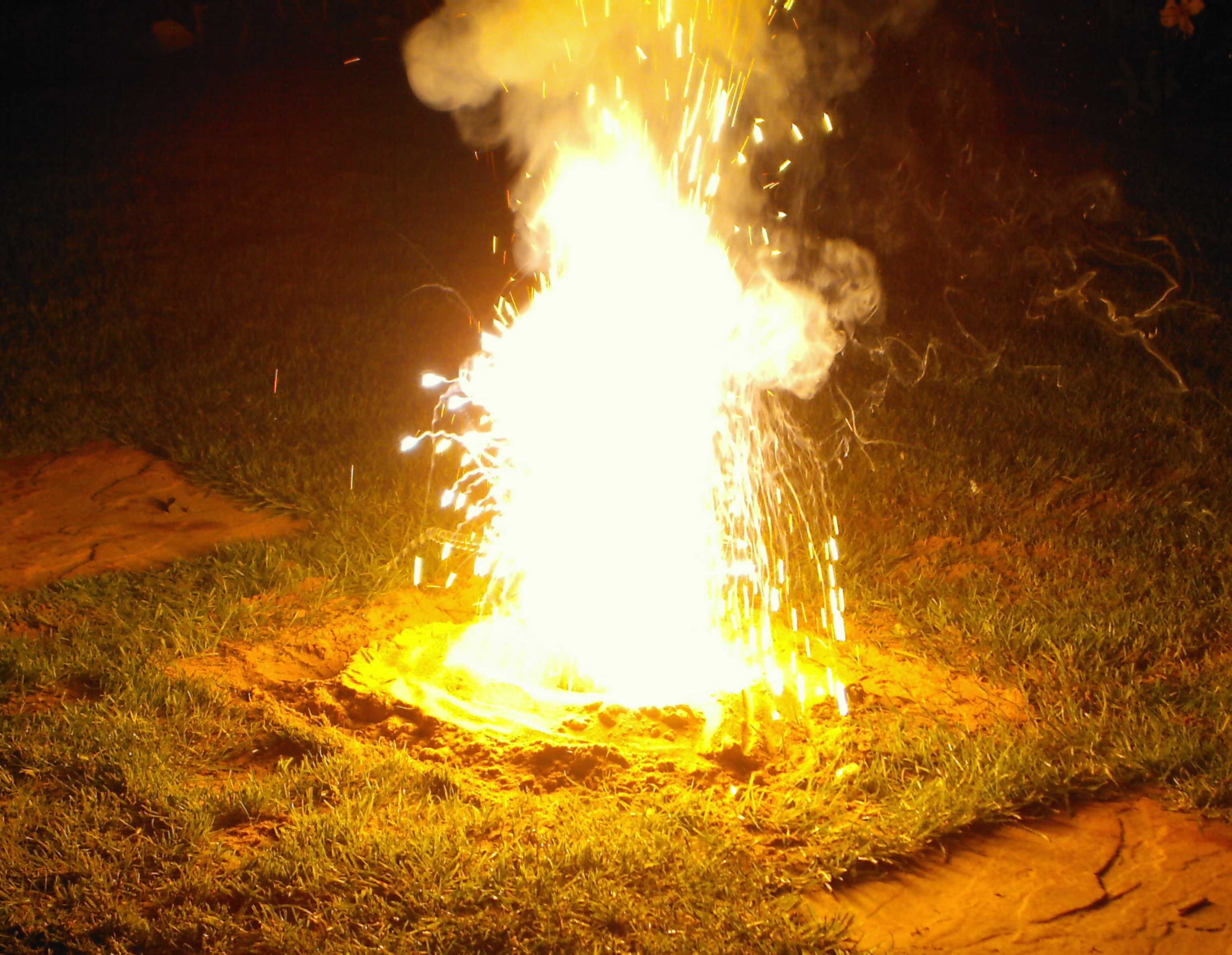
تصویری از واکنش گرماده ترمیت Fe2O3

واکنش گرماده (به انگلیسی: exothermic reaction) نوعی واکنش شیمیایی است که تغییرات آنتالپی آن در فشار ثابت منفی باشد.

## سطح انرژی مواد در واکنش گرماده
در واکنش گرماده سطح انرژی مواد اولیه بالاتر از سطح انرژی محصولات است یعنی آنتالپی سیستم در صورتی که واکنش گرماده باشد در فشار ثابت کاهش می‌یابد. انرژی درونی سیستم نیز در این نوع واکنش کاهش می‌یابد.
برای مثال وقتی که ما برای کباب کردن از زغال استفاده می‌کنیم، کربن موجود در زغال با اکسیژن موجود در هوا واکنش نشان می‌دهد. در این واکنش یک مول کربن (12,0g) سوخته و یک مول دی‌اکسید کربن (44.0g) تولید می‌کند. اندازه‌گیری‌ها نشان می‌دهد که 393kJ انرژی به صورت گرما آزاد می‌شود.
برای آنکه این مقدارانرژی داده شود، باید محصول بدست آمده (در اینجا منظور از دی‌اکسید کربن است) انرژی کمتری نسبت به واکنش دهنده‌ها (کربن و اکسیژن) داشته باشد. یک واکنش که انرژی به صورت گرما می‌دهد واکنش گرماده گفته می‌شود.
- C (s) + O2 (g) → CO2 (g)

## سیستم واکنش گرماده
سیستم واکنش گرماده گرمای مورد نظر برای انجام این نوع واکنش را به بیرون (محیط واکنش) می‌دهد.

## تفاوت واکنش گرماده و گرماگیر
ویژگی واکنش گرماده عکس واکنش گرماگیر است یعنی برای یک واکنش گرماگیر گرمای تولید شده در واکنش از محیط وارد سیستم واکنش می‌شود.

## اندازه‌گیری تغییرات آنتالپی واکنش گرماده
تغییرات آنتالپی واکنش گرماده را با استفاده از روش کالریمتری سنجشی مقیاسی تعیین می‌کنند و از آن مقدار ظرفیت حرارتی ویژه نمونه را به دست می‌آورند.